# Raiffeisenbank Asbach-Burghaun
Die Raiffeisenbank Asbach-Burghaun eG mit Sitz in Burghaun (Hessen) war eine Genossenschaftsbank im Verbund der Volks- und Raiffeisenbanken. Das Kreditinstitut war Mitglied im Bundesverband der Deutschen Volksbanken und Raiffeisenbanken e.V. (BVR) sowie dessen Sicherungseinrichtung und hatte seinen geschäftlichen Schwerpunkt im nördlichen Teil des Landkreises Fulda in der Gemeinde Burghaun. 
Mit Wirkung zum 1. Januar 2020 erfolgte die Fusion der Raiffeisenbank Asbach-Burghaun mit der VR-Bank NordRhön eG unter letzterer Firmierung.

## Organisationsstruktur
Die Raiffeisenbank Asbach-Burghaun eG war eine Genossenschaftsbank. Rechtsgrundlagen sind das Kreditwesengesetz (KWG), das Genossenschaftsgesetz und die durch die Mitgliederversammlung erlassene Satzung.
Organe der Raiffeisenbank waren der Vorstand, der Aufsichtsrat und die Generalversammlung.

## Geschäftsausrichtung
Die Raiffeisenbank Asbach-Burghaun eG betrieb das Universalbankgeschäft. Sie bot Produkte zu Zahlungsverkehr, Finanzierungen, Geldanlagen und Versicherungen für Privatpersonen und institutionelle Kunden an. Im Verbundgeschäft arbeitete sie mit der DZ Bank, R+V Versicherung, Bausparkasse Schwäbisch Hall, Teambank, VR Smart Finanz und der Union Investment zusammen. Außerdem stellte sie den weltweiten Handel an der Börse zur Verfügung. Zu den Dienstleistungen gehörte ebenfalls die Vermittlung von Immobilien und Grundstücken über die VR Immobilien GmbH.

## Geschichte
Der „Burghauner Darlehenskassenverein“ wurde am 20. Dezember 1886 von 29 Bürgern aus Burghaun, Hünhan und Gruben gegründet. Die Zeit war von wirtschaftlicher Not, Arbeitslosigkeit und Hunger geprägt. Die Ideen des Sozialreformers Friedrich Wilhelm Raiffeisen wollten sich die Gründungsmitglieder der Genossenschaft zum Vorbild nehmen, um insbesondere das Leben auf dem Lande wieder lebenswerter zu machen. Im Jahr 1890 kam auch der Ort Rothenkirchen zum Darlehenskassenverein und der Vereinsbezirk vergrößerte sich. Nach den ersten vier Jahren gehörten dem Darlehenskassenverein bereits 118 Mitglieder an.
Im Jahre 2019 fusionierte die Raiffeisenbank Burghaun e.G. mit der Raiffeisenbank eG Asbach-Sorga zur Raiffeisenbank Asbach-Burghaun eG.
Mit Wirkung zum 1. Januar 2020 erfolgte die Fusion der Raiffeisenbank Asbach-Burghaun mit der VR-Bank NordRhön eG unter letzterer Firmierung.